# Піт Сешнс
Пітер Андерсон Сешнс (англ. Peter Anderson Sessions; нар. 22 березня 1955, Вейко, Техас) — американський політик-республіканець, член Палати представників США з 1997 р. (голова регламентного комітету Палати з 2013 р.). Очолював Національний республіканський конгресовий комітет з 2009 по 2013 рр.
Син колишнього директора ФБР Вільяма Сешнса. У 1978 р. він отримав ступінь бакалавра в Південно-Західному університеті. Сешнс працював у компанії Southwestern Bell. Невдало балотувався до Палати представників США у 1994 р.